# Talang Pasak
Talang Pasak is een bestuurslaag in het regentschap Bengkulu Utara van de provincie Bengkulu, Indonesië. Talang Pasak telt 380 inwoners (volkstelling 2010).